# Маркус Гронхольм
Ма́ркус Гро́нхольм (швед. Marcus "Bosse" Grönholm; 5 лютого 1968, Кауніайнен, Фінляндія) — фінський автогонщик-ралійник, дворазовий чемпіон світу з ралі. 
Одружений, має трьох дітей. Живе з сім'єю в Інкоо (приблизно за 50 км на захід від Гельсінкі). Був фермером до 1996 року. З тих пір ралі зайняло весь його час і увагу. Він зацікавився гонками через його батька Ульфа, який був серед найкращих ралійних пілотів у Фінляндії 1970-х. Маркус почав свою кар'єру з мотокросу в 1981.